# Toon Duijnhouwer
Toon Duijnhouwer (Rotterdam, 3 juni 1912 – 8 september 1990) was een Nederlands voetballer die als aanvaller speelde.

## Interlandcarrière

### Nederland
Op 7 mei 1933 debuteerde Duijnhouwer voor Nederland in een vriendschappelijke thuiswedstrijd tegen België (2 – 1 verlies).
| Interlands van Toon Duijnhouwer voor Nederland | Interlands van Toon Duijnhouwer voor Nederland | Interlands van Toon Duijnhouwer voor Nederland | Interlands van Toon Duijnhouwer voor Nederland | Interlands van Toon Duijnhouwer voor Nederland | Interlands van Toon Duijnhouwer voor Nederland |
| №                                              | Datum                                          | Wedstrijd                                      | Uitslag                                        | Soort Wedstrijd                                | Doelpunten                                     |
| Als speler bij Feyenoord                       | Als speler bij Feyenoord                       | Als speler bij Feyenoord                       | Als speler bij Feyenoord                       | Als speler bij Feyenoord                       | Als speler bij Feyenoord                       |
| ---------------------------------------------- | ---------------------------------------------- | ---------------------------------------------- | ---------------------------------------------- | ---------------------------------------------- | ---------------------------------------------- |
| 1.                                             | 7 mei 1933                                     | Nederland – België                             | 1 – 2                                          | Vriendschappelijk                              | 0                                              |